# Rockstar Games
Rockstar Games（ロックスター・ゲームス）は、1998年12月にイギリス出身のサム・ハウザーとダン・ハウザーによって設立され、アメリカ合衆国のニューヨーク州ニューヨークに本社を置く大手ゲームソフトメーカー。複数のゲーム開発専門とする子会社を所有しており、テイクツー・インタラクティブのブランドでもある。
日本では主にグランド・セフト・オートシリーズ（GTAシリーズ）やレッド・デッドシリーズ（RDシリーズ）、マックスペインシリーズ（MPシリーズ）などのゲームシリーズ、単独ソフトでは『L.A.ノワール』、『ブリー』などで知られている。

## 概要
主にオープンワールド型クライムアクションゲームを開発・販売することが多い。全世界で2億2000万本以上売り上げ、世界的有名なグランド・セフト・オートシリーズを生み出したことで全世界的に広く知れ渡ることになった。
Rockstar Gamesといっても、実際は複数の「ロックスター・ブランド」を冠する会社からなる。Rockstar Gamesのゲームの起動時に色違いの同じようなロゴが複数回表示されるのは、それぞれ、最初のロゴがRockstar Games全体（黄色）を、次がRockstar Gamesのどの子会社（傘下）が関連、開発したかを示すロゴである。
作品内容に暴力や性的表現、反社会的内容、タブーが多く含まれるため、日本などの国によっては大幅な表現規制をかけられたり、タイではGTAシリーズ全作品が発売禁止になっている事も多い。
日本やヨーロッパではマンハントシリーズが発売禁止、アメリカではESRBレーティングを下げてから発売されるなど問題になっている。
また、違法な表現が多いために、市民団体やゲーム規制団体、銃規制団体からや『グランド・セフト・オートIV』では、飲酒運転が可能のため、飲酒運転撲滅団体から反感を買い、訴訟問題にまで発展した事例もある。その最も有名なものが、ヒラリー・クリントンが訴訟した『グランド・セフト・オート・サンアンドレアス』の「ホットコーヒー問題」である。
日本では、神奈川県が『グランド・セフト・オートIII』を有害図書に指定し、CEROが新しいレーティング区分である「CERO：Z（18才以上のみ対象）」を設定するきっかけになった。
しかし、過激な表現のゲームソフトを開発するだけでなく、リアリスティックで大人向けな脚本や風刺が含まれるなど、他社が影響を受けるほどのゲームシステムや高い技術力で表現される映像美（グラフィック）については、ゲーム業界から高い評価を得ている。

## 歴史

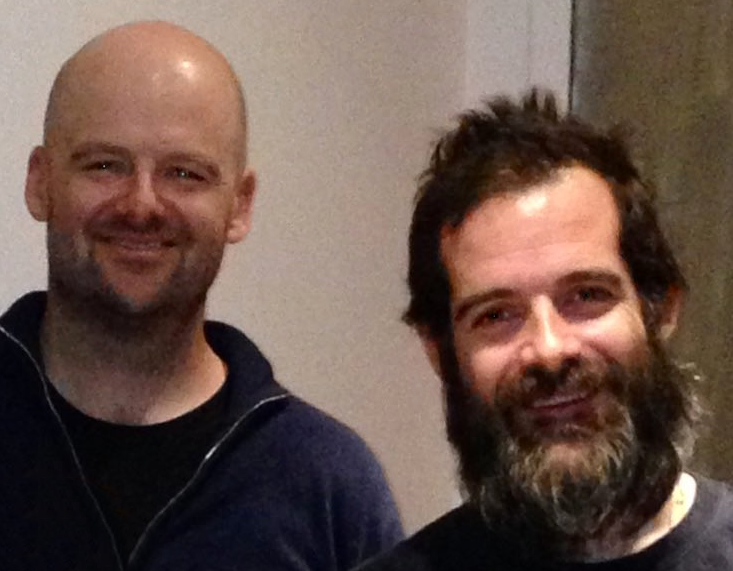
ダン・ハウザー（左）とサム・ハウザー（右）。兄弟であり、共同創設者である。ダン・ハウザーは2020年3月をもって退社した。

- 1998年5月 - テイクツー・インタラクティブはBMGインタラティクブを買収、BMGのパブリッシャーだったハウザー兄弟（ダン・ハウザーとサム・ハウザー）は親会社テイクツーと共にニューヨークにロックスター・ゲームスを創設する[7]。
- 1999年9月 - DMAデザイン（後のロックスター・ノース）を買収[8]。
- 2001年 - 『グランド・セフト・オートIII』の大成功によって欧米ゲーム業界でも不動のブランドに成長していった。
- 2003年 - マネージングディレクターとして日本のカプコンとヨーロッパ事業に加わった[9]。
- 2008年4月17日 - ソーシャルクラブが開始される。
- 2013年 - 『グランド・セフト・オートV』の世界最高の売上高を記録し、世界的に知名度が格段に上がったブランドメーカーとなった。
- 2019年5月 - インドのDhruvaInteractiveを買収、ロックスター・インドが設立する[10]。
- 2020年3月11日 - 創設者のダン・ハウザーが退社[7]。
  - 3月17日 - SARSコロナウイルス2（以下、新型コロナウイルス）による世界的感染爆発によって、本社と全子会社が自宅勤務（リモートワーク）[11]に移行した。
  - 4月 - ｢GTAオンライン｣と｢レッド・デッド・オンライン｣の売上を新型コロナウイルス対策へ寄付すると発表[12]。
- 2021年5月25日 - ダンスミュージックブランドのCircoLocoとのパートナーシップを締結し，新たなレコードレーベルCircoLoco Recordsを設立したと発表[13][14]した。
- 2022年9月 - 開発中のグランド・セフト・オートシリーズ最新作の内部のゲームプレイ映像90本ほどがリーク（流出）される事件が発生した。この一連の事件はゲーム業界において最悪の出来事となった[15]。その後ロックスターは公式声明を発表し、今後の開発に影響は無い[16]としたものの、流出させた人物を連邦捜査局（FBI）が調査した[17]。犯人がイギリス在住と判明した後、FBIは英国警察と共同捜査をし、17歳少年を逮捕した。

## 長時間労働問題
Rockstar Gamesや傘下の企業は昔から長時間労働（ブラック企業）や給与の未払い問題で批判されていた。既に2010年には社員の家族達が一斉にRockstar Gamesへ訪れ、家族が休みも含み17時間以上の労働によってストレスによってうつ病などに見舞われていると告発した。告発では、グランド・セフト・オートシリーズ、レッド・デッドシリーズなどで会社は莫大な利益を得ながらも、社員たちはボーナスを受け取れない環境であるとした。しかし、 現在も一向に改善はされていない。 
2018年発売の『レッド・デッド・リデンプション2』の開発陣は「週に100時間残業しました。残業代はもちろん出ません」と公表したほどであった。
うつ病を発症した社員も少なくなく、元社員は「私の人生を壊す」「二度とゲームというのをプレイしたくない。別の会社のゲームソフトをプレイするのも長時間労働を思い出して怖い」と発言している。
アメリカ合衆国では普通の労働環境が必要として、Rockstar Gamesだけでなく、労働環境が酷いアクティビションやエピック・ゲームズなどのアメリカ合衆国のゲーム会社の労働組合結成の動きが激しくなっている。

## 作品一覧
- エージェント （発売中止[21]）
- Austin Powers: Welcome to My Underground Lair!
- ブリー
- ビートレーター
- Earthworm Jim 3D
- Evel Knievel
- グランド・セフト・オートシリーズ
  - グランド・セフト・オート
    - グランド・セフト・オート・ロンドン1969
    - グランド・セフト・オート・ロンドン1961

  - グランド・セフト・オート2
  - グランド・セフト・オートIII
  - グランド・セフト・オート・バイスシティ
  - グランド・セフト・オート・サンアンドレアス
  - グランド・セフト・オート・アドバンス
  - グランド・セフト・オート・リバティーシティ・ストーリーズ
  - グランド・セフト・オート・バイスシティ・ストーリーズ
  - グランド・セフト・オートIV
    - グランド・セフト・オートIV・ザ・ロスト・アンド・ダムド
    - グランド・セフト・オート・ザ・バラッド・オブ・ゲイ・トニー

  - グランド・セフト・オート・チャイナタウンウォーズ
  - グランド・セフト・オートV
    - グランド・セフト・オート オンライン

  - グランド・セフト・オート:トリロジー:決定版
  - グランド・セフト・オートVI
- L.A.ノワール
- マックスペインシリーズ
  - マックス・ペイン
  - マックス・ペイン2
  - マックス・ペイン3
  - マックス・ペイン (映画)
- モンスタートラックマッドネス64
- マンハント シリーズ
  - マンハント
  - マンハント2
- Oni
- レッド・デッドシリーズ
  - レッド・デッド・リボルバー
  - レッド・デッド・リデンプション
    - レッド・デッド・リデンプション・アンデッド・ナイトメア

  - レッド・デッド・リデンプション2
    - レッド・デッド・オンライン
- スマグラーズ・ランシリーズ
  - スマグラーズ・ラン
  - スマグラーズ・ラン2
    - スマグラーズ・ラン:ウォーゾーン
- STATE OF EMERGENCY
- サーフロイド 伝説のサーファー
- テーブルテニス
- ザ・ウォーリアーズ
- ザ・イタリアンジョブ
- Skate and Destroy
- ワイルド・メタル・カントリー
- 湾岸 ミッドナイトクラブシリーズ（日本のレースゲームの『湾岸ミッドナイト』とは無関係の別作品）
  - ミッドナイトクラブ
  - ミッドナイトクラブII
  - ミッドナイトクラブ3
  - ミッドナイトクラブ:ロサンゼルス

## 制作された短編映画
- 1999年公開『グランド・セフト・オート2：ザ・ムービー』 ジャンル：犯罪ドラマ
- 2004年公開『フットボール・ファクトリー』ジャンル：ドラマ
- 2004年公開『グランド・セフト・オート・サンアンドレアス 紹介』ジャンル：犯罪ドラマ
- 2005年公開『日曜日の運転手』ジャンル：ドキュメンタリー
- 2010年公開『レッド・デッド・リデンプション：ブラックウォーターからの男』ジャンル：西部劇

## 子会社

### 活動中のゲーム開発スタジオ
| ロゴ | 社名                 | 所在地                     | 稼働年 | 備考 |
| ---- | -------------------- | -------------------------- | ------ | ---- |
|      | Rockstar India       | インドバンガロール         | 2016年 |      |
|      | Rockstar Leeds       | イギリスリーズ             | 2004年 |      |
|      | Rockstar Lincoln     | イギリスリンカンシャー     | 2002年 |      |
|      | Rockstar London      | イギリスロンドン           | 2005年 |      |
|      | Rockstar New England | アメリカアンドーバー       | 2008年 |      |
|      | Rockstar North       | スコットランドエディンバラ | 2002年 |      |
|      | Rockstar San Diego   | アメリカカールスバッド     | 2002年 |      |
|      | Rockstar Toront      | カナダオークビル           | 1999年 |      |

### かつて存在したゲーム開発スタジオ
| ロゴ | 社名               | 所在地               | 稼働年 | 廃止年 | 備考                                                                    |
| ---- | ------------------ | -------------------- | ------ | ------ | ----------------------------------------------------------------------- |
|      | Rockstar Vancouver | カナダバンクーバー   | 2002年 | 2012年 | 2012年7月9日、Rockstar Torontと合併し、ゲーム開発を正式に終了した。     |
|      | Rockstar Vienna    | オーストリアウィーン | 2003年 | 2006年 | 2006年5月11日、ゲーム開発スタジオを閉鎖し、すべての従業員が解雇された。 |

## 3大主要部門
ロックスター・ノース
スコットランドのエディンバラを拠点とする最も知名度の高いロックスター・ゲームスの子会社である。以前、DMA Designとして知られていた。グランド・セフト・オートシリーズで有名。
ロックスター・リーズ
以前、Mobius Entertainmentとして知られていた。イングランド北部の都市のリーズに拠点を置く。『グランド・セフト・オート・リバティーシティ・ストーリーズ』の責任会社でもある。
ロックスター・サンディエゴ
以前、Angel Studiosとして知られていた。カリフォルニア州のサンディエゴに拠点を置いている。湾岸ミッドナイトクラブシリーズやレッド・デッドシリーズで有名。

## ゲームエンジン
Rockstar Games社傘下のロックスター・サンディエゴ社の一部門である「RAGEテクノロジーグループ」によって開発されたRockstar Gamesオリジナルのゲームエンジン。
PlayStation 3やPlayStation 4、Xbox 360、Xbox One、Microsoft Windows（PC）、OS X、Wiiなどのシステムでのゲーム開発を容易にするための基盤として開発された。
『グランド・セフト・オートV』や『レッド・デッド・リデンプション2』などのゲームに使用されている。

## ソーシャルクラブ
Rockstar Gamesがゲーム内で使用するために提供しているデジタル著作権管理やマルチプレイヤー、共有型コミュニケーションのためのサービス（無料）。
全世界中（日本語サービスも対応）で1億人以上のユーザーがサインインしており、世界中のプレイヤーとコンテンツを共有できる。
主に『グランド・セフト・オートV』や『レッド・デッド・リデンプション2』などのオンラインモード「GTAオンライン」や「レッド・デッド・オンライン」が人気で、ゲーム内で撮影した画像や動画などを世界中のプレイヤーと共有や投稿（YouTubeなどへ）が出来る。

## ロックスター・ゲームス・ランチャー
ロックスター・ゲームス・ランチャー（Rockstar Games Launcher）とは2019年9月18日にMicrosoft Windowsデスクトップアプリケーションとして発表した。Rockstar Gamesがサービスを開始し、Rockstar Gamesの掲げる最大の目的は、同社が販売するPCゲームのタイトルにプレイヤーが素早く簡単にアクセスできるようにするもので、インストールされているゲームタイトルを管理するだけでなく、クラウドセーブや自動更新にも対応させたいという事から始まった。なお、Steamなどで購入したものも起動可能、かつセーブデータの共有も可能となっている。
サービス開始直後では『グランド・セフト・オート・サンアンドレアス』が無料配布された。

### ランチャー内にあるゲーム作品一覧
- 『グランド・セフト・オートIII』
- 『グランド・セフト・オート・バイスシティ』
- 『グランド・セフト・オート・サンアンドレアス』
- 『ブリー』
- 『L.A.ノワール』
- 『マックス・ペイン3』
- 『グランド・セフト・オートIV』
- 『グランド・セフト・オートV』
- 『レッド・デッド・リデンプション2』